# Egyházasgerge
Egyházasgerge is een plaats (község) en gemeente in het Hongaarse comitaat Nógrád. Egyházasgerge telt 850 inwoners (2001).